# Julie Christie

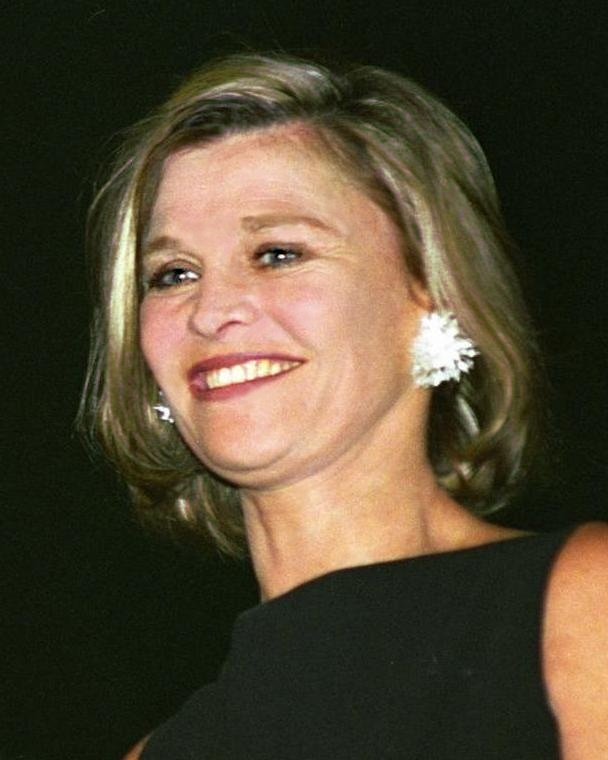
Julie Christie 1997.

Julie Frances Christie, född 14 april 1940 i Chabua i Assam i dåvarande Brittiska Indien, är en brittisk skådespelare. Christie är känd för rollen som Lara i David Leans film Doktor Zjivago (1965).

## Biografi
Julie Christie hade sin första ledande roll i John Schlesingers Billy Liar 1963. 1965 gav Schlesinger henne huvudrollen som Diana Scott i filmen Darling för vilken hon belönades med en Oscar för bästa kvinnliga huvudroll, varefter hon fick en ställning som en av 1960-talets stora filmskådespelare. Hon hade huvudroller i David Leans Doktor Zjivago (1965), François Truffauts Fahrenheit 451 (1966), Joseph Loseys Budbäraren (1971), Robert Altmans McCabe & Mrs. Miller (1971), Hal Ashbys Shampoo (1975) och Alan Bridges En soldat kommer hem (1982).
Efter ett uppehåll på några år har Julie Christie medverkat i filmer som Harry Potter och fången från Azkaban (2004) och Finding Neverland (2004).

### Privatliv
Julie Christie är vegetarian och aktiv i djurskyddsfrågor, bland annat genom medverkan i den uppmärksammade filmen The Animals Film och har också bidragit med vegetariska recept i kokböcker som The World in Your Kitchen.

## Filmografi i urval
- 1963 – Lögnhalsen
- 1965 – Darling
- 1965 – Doktor Zjivago
- 1966 – Fahrenheit 451
- 1967 – Fjärran från vimlets yra
- 1968 – Petulia
- 1971 – Budbäraren
- 1971 – McCabe & Mrs. Miller
- 1973 – Rösten från andra sidan
- 1975 – Shampoo
- 1977 – Datademonen
- 1978 – Himlen kan vänta
- 1982 – En soldat kommer hem
- 1983 – Hetta
- 1986 – Power
- 1996 – Dragonheart
- 1996 – Hamlet
- 1997 – Afterglow
- 2000 – Miraklernas man (röst)
- 2001 – Belphegor - Fantomen på Louvren
- 2001 – No Such Thing
- 2002 – Datingtricket
- 2004 – Troja
- 2004 – Harry Potter och fången från Azkaban
- 2004 – Finding Neverland
- 2005 – The Secret Life of Words
- 2006 – Away from Her
- 2008 – New York, I Love You (delen "Shekhar Kapur")
- 2009 – Glorious 39
- 2011 – Red Riding Hood
- 2012 – The Company You Keep